# Calb (gest)

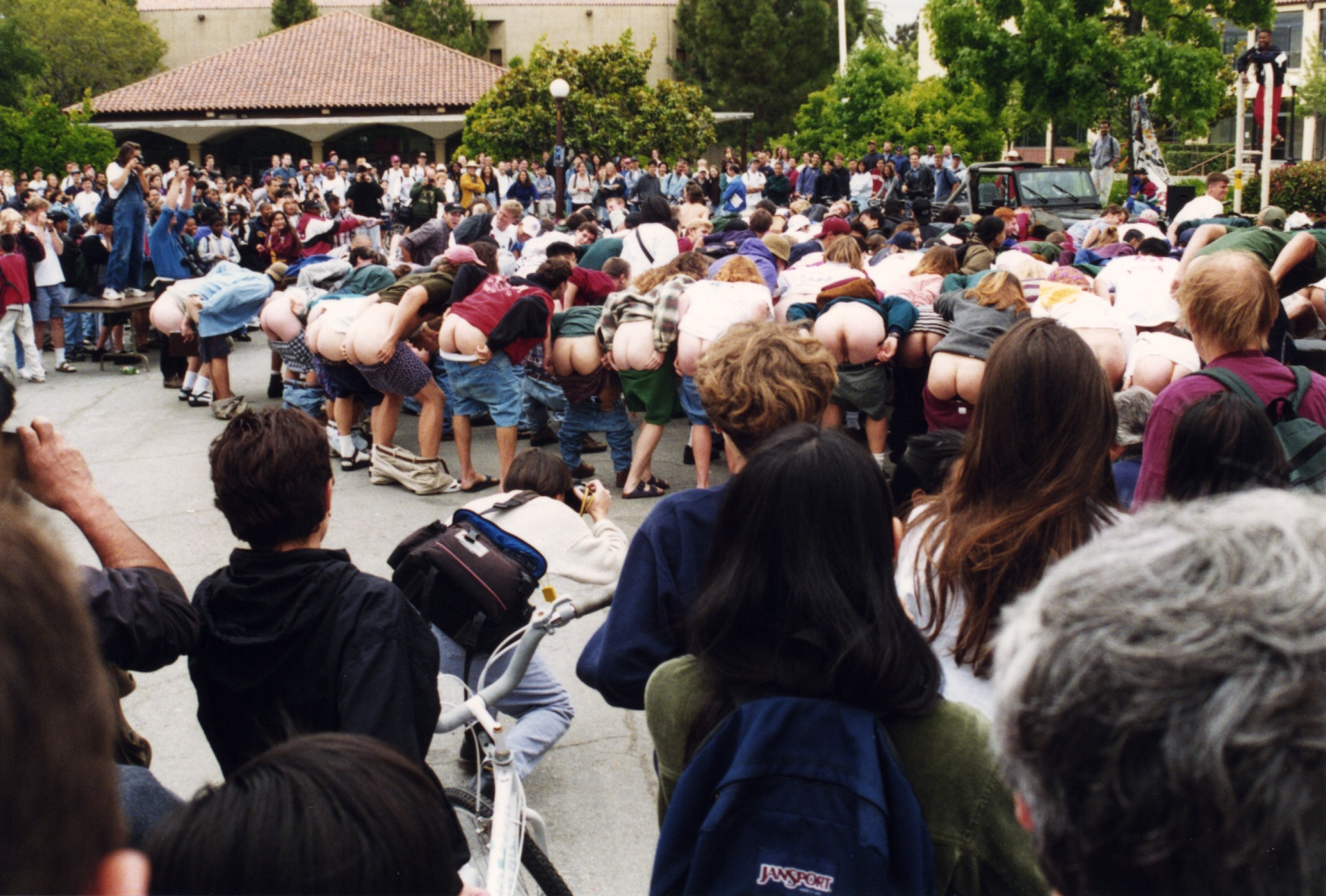
Estudiants de la Universitat Stanford van fer un "calb" massiu el maig de 1995 en protesta contra la censura als mitjans estatunidencs.

Fer un calb és l'acte d'ensenyar les natges abaixant-se els pantalons o la faldilla i la roba interior alhora, mentre s'inclina el cos cap endavant.
És una pràctica per expressar una protesta, un menyspreu, una falta intencionada de respecte, o bé una provocació, tot i que també pot ser fet simplement per diversió o per engegar algú a dida i amb desdeny. Rarament se li atribueix cap connotació sexual.